# 1050-es évek
Évszázadok: 10. század · 11. század · 12. század
Évtizedek: 1000-es évek · 1010-es évek · 1020-as évek · 1030-as évek · 1040-es évek · 1050-es évek · 1060-as évek · 1070-es évek · 1080-as évek · 1090-es évek · 1100-as évek
Évek: 1050 · 1051 · 1052 · 1053 · 1054 · 1055 · 1056 · 1057 · 1058 · 1059

## Események és irányzatok
- 1051-ben a magyarok megverik az éhező német sereget, akik vértjeiket ledobva menekültek, innen ered a Vértes elnevezés.

## A világ vezetői
- I. András magyar király (Magyar Királyság) (1046–1060† )